# Вороны клюют твои посевы, Джуzеппе
Воро́ны клюю́т твои́ посе́вы, Джуzе́ппе — советская и украинская панк-рок-группа из Луганска. Лидером группы является Игорь Орцев, депутат Луганского городского совета фракции Коммунистической партии Украины.

## История
Образована в 1988 году под именем «ВКТП,Д!» (аббревиатура от действующего названия). Название было взято в честь радиопароля кубинских партизан Че Гевары. Первый концерт дала 2 мая 1988. В годы существования СССР группа записала два магнитоальбома (один из них под именем «Хроника» попал нелегально в Великобританию, где его дальнейшие следы теряются). Грандиозным успехом группы стало выступление на фестивале «СыРок-3» в 1990 году в Москве наравне с группами «Весёлые картинки», «Два самолёта» и «Пекин Роу-Роу». После распада СССР в 1991 году группа прекратила своё существование.
В 1990-е и 2000-е были несколько попыток возродить группу, однако возрождение состоялось только весной 2008 года. В настоящее время группа продолжает выпускать альбомы. Группа популярна среди коммунистических и пророссийских организаций Украины, является победительницей конкурса на новый гимн Украины, организованного Коммунистической партией Украины: новый текст был написан лидером группы Игорем Орцевым на музыку гимна УССР.

## Тематика песен
Тексты песен группы отличаются наличием большого количества ненормативной лексики, которую, однако, умел правильно использовать как бывший вокалист группы Алексей Хрынов, так и нынешний лидер Игорь Орцев. Среди тематики выделяются критика аморального поведения, в том числе и гомосексуальных наклонностей в обществе («Пидарасы» и «Про Пидаров»), шутливая ностальгия по СССР («Геодезист», «Ворошилов — гад») и высшее мастерство сатирика («Вова, Вова»).
Одной из самых известных песен группы является украиноязычная композиция «Гуп» (инципит «Я насрав собі в шаровари...»), которая является пародией на гимн УНА-УНСО и полна огромного количества ненормативной лексики в адрес украинских националистов. Гимн УНА-УНСО при этом был написан на мелодию известной песни итальянских партизан «Bella ciao», что вызывало недовольство левых активистов и привело вскоре к рождению своеобразного ответа, написанного на вариацию мелодии «Bella ciao».

## Состав

### В записи последнего альбома
- Игорь Орцев — вокал, гитара
- Дмитрий Емец — гитара
- Елена Рыбак — бэк-вокал
- Сергей Гончаренко — клавишные, ударные, мастеринг, сведение
- Владислав Сытник
- Альберт Мирошников
- Влад Мельников
- Павел Орцев

### Ранние участники
- Алексей Хрынов — вокал
- Владимир Земляченко — гитара
- Софья Грахольская — баян
- Дмитрий Максимов — ударные
- Максим Набоко — бас-гитара
- Юлия Ситникова — вокал, бэк-вокал
- Андрей Шергин — труба
- Вячеслав Кучеренко — тромбон
- Геннадий Мирошников -  директор, менеджер, продюсер

## Дискография
- Хроника (1988, магнитоальбом)
- Название неизвестно (1988, магнитоальбом)
- Хроника (2009, переиздание)[7]
- Время Че (2010)[8]
- Багряный космос (2011)[9]
- Быть! Быть! Быть! (2013)[10]